# Mutsamudu
Mutsamudu (Broj stanovnika:23.600) je drugi najveći grad na Komorima, osnovan 1482. Također je glavni i najveći grad na otoku Anjouan. Poznat je po tome što je na njemu živio predsjednik Komora Ahmed Abdallah Mohamed Sambi. 

## Klima
Mutsamudu ima tropsku klimu. Temperatura tijekom godine iznosi od 27 °C do 32°C u godini. Najtoplije vrijeme je od prosinca do travnja. Od svibnja do studenog je malo toplije.

## Vanjske poveznice
|  | Zajednički poslužitelj ima još gradiva o temi Mutsamudu |